# Chapelle de Reugny

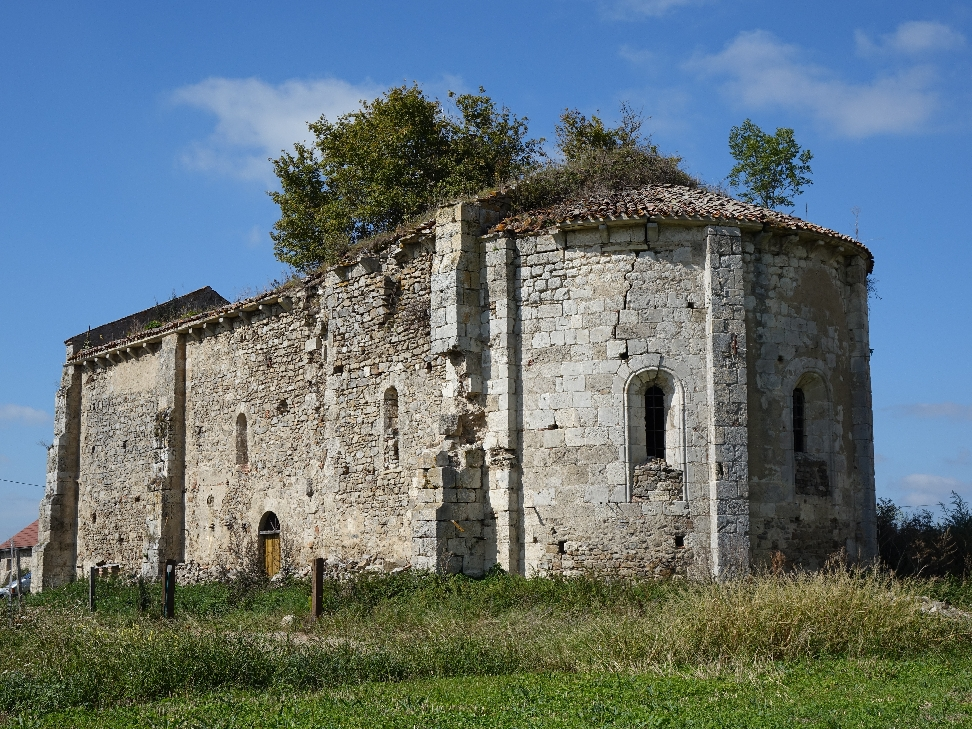
Chapelle de Reugny

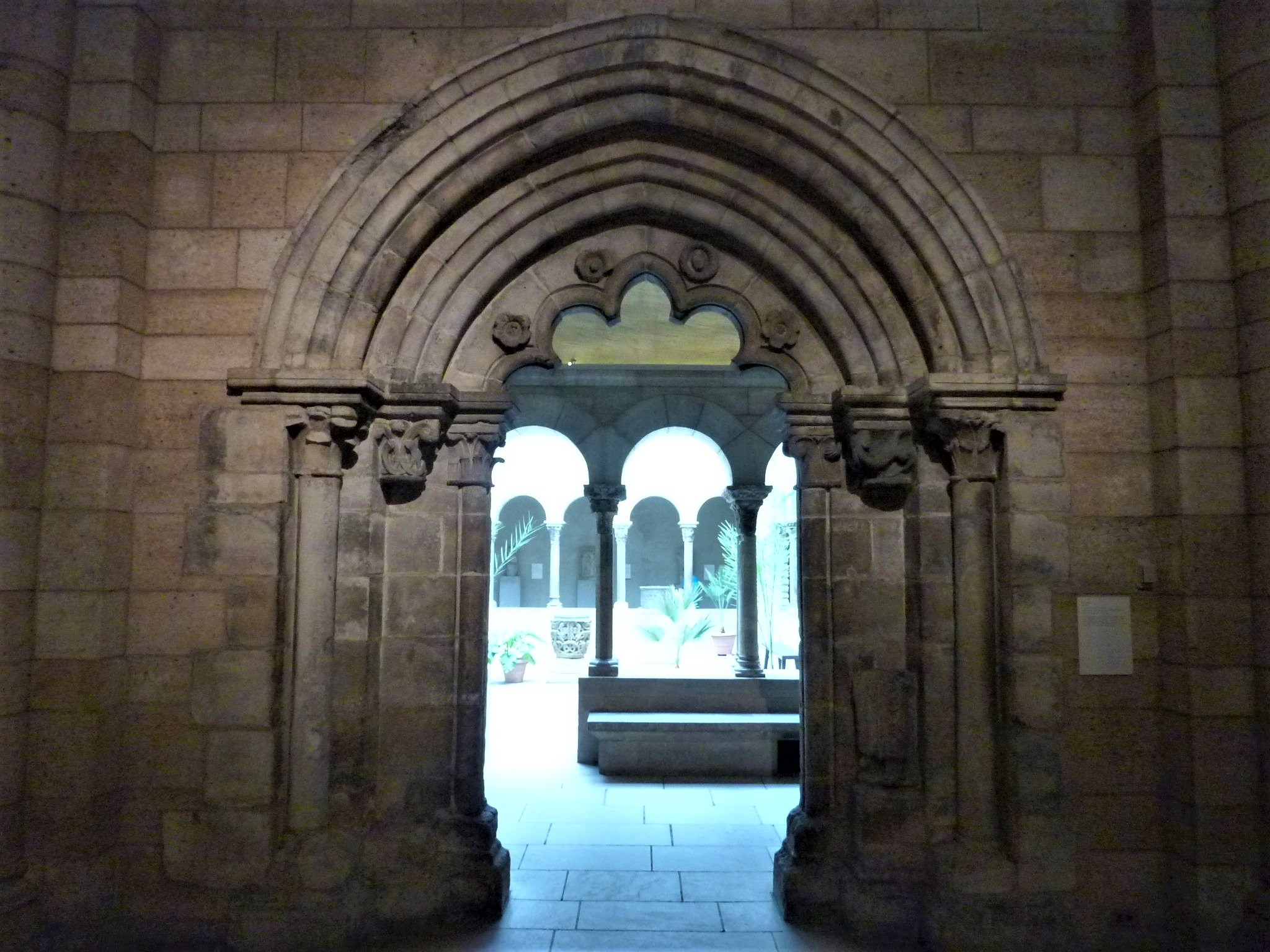
Das Portal im Museum The Cloisters in New York

Die Chapelle de Reugny (auch: Notre-Dame de Reugny) ist eine frühgotische frühere Prioratskirche nahe Laféline im Département Allier in der Auvergne. Das Gebäude sollte nicht mit dem 20 Kilometer nordwestlich gelegenen Prieuré Notre-Dame de Reugny verwechselt werden.

## Geschichte
Notre Dame wurde im späten 12. Jahrhundert als Gotteshaus eines kleinen augustinischen Priorates errichtet. Bedeutendstes Bauteil war ein reich verziertes Westportal, welches nach 1920 in den Besitz des Kunstsammlers George Blumenthal gelangte, der es in seiner Pariser Wohnung aufstellen ließ.
1934 schenkte Blumenthal das Portal dem Museum The Cloisters in New York City, wo es heute als Eingang zum ebenfalls dorthin überführten Kreuzgang des Klosters Saint-Guilhem-le-Désert dient. Notre-Dame selber ist als französisches Monument historique eingestuft.